# Vanderson Scardovelli
Vanderson Scardovelli (Dracena, 27 settembre 1984) è un ex calciatore brasiliano, di ruolo difensore.

## Carriera
Ha iniziato la sua carriera nel Corinthians, che nel 2006 l'ha ceduto in prestito all'Ituano, con la cui maglia ha segnato un gol in 5 presenze in Série B, la seconda serie brasiliana; in seguito è passato sempre con la formula del prestito al Sao Bento, con cui ha giocato nel Campionato Paulista. È poi stato acquistato dal Campo Grande, che l'ha ceduto in prestito al Siena, squadra di Serie A, con cui Scardovelli non è mai sceso in campo in gare ufficiali. In seguito ha giocato, sempre in prestito, in Lega Pro con il Martina ed in Serie B con il Treviso. Successivamente è stato acquistato dal PAS Giannina, con cui in tre stagioni ha giocato complessivamente 45 partite nella massima serie greca, 29 partite (con 2 gol segnati) nella seconda serie greca e 6 partite in Coppa di Grecia, per complessive 80 presenze con 2 reti. Dall'estate 2012 al termine della stagione 2014-2015 gioca nel Xəzər-Lənkəran, squadra della prima divisione azera, con cui nella stagione 2013-2014 ha giocato 2 partite nei preliminari di Europa League. Sempre nel 2015 torna poi per un breve periodo in patria, segnando una rete in 8 presenze nel Campeonato Paulista Série A2 con il Paulista; torna poi in Europa, ai greci del Platanias, in prima divisione. Gioca nel campionato ellenico anche con altri club (Lamia, Panaitōlikos e Panserraïkos) fino al 2022, anno in cui si ritira.

## Palmarès

### Club

#### Competizioni nazionali
- Campionato brasiliano: 1

Corinthians: 2005
- Supercoppa dell'Azerbaigian: 1

Xəzər-Lənkəran: 2013